# Saxifraga punctulata
Saxifraga punctulata är en stenbräckeväxtart som beskrevs av Adolf Engler. Saxifraga punctulata ingår i Bräckesläktet som ingår i familjen stenbräckeväxter. Utöver nominatformen finns också underarten S. p. minuta.